# Plain Old Java Object
Plain Old Java Object (POJO) – termin używany przez zwolenników idei mówiącej, że im prostszy design tym lepiej. Używa się go dla określenia obiektów, będących zwyczajnymi obiektami Java, nie zaś obiektami specjalnymi, w szczególności Enterprise JavaBeans (zwłaszcza w implementacji wcześniejszej niż EJB3). Autorami terminu, zaproponowanego w 2000 roku są Martin Fowler, Rebecca Parsons oraz Josh MacKenzie.